# Giải bóng đá hạng nhì quốc gia Cộng hòa Síp 1979–80
Giải bóng đá hạng nhì quốc gia Cộng hòa Síp 1979–80 là mùa giải thứ 25 của bóng đá hạng nhì Cộng hòa Síp. Nea Salamis Famagusta FC giành danh hiệu thứ 2.

## Thể thức thi đấu
Có 14 đội tham gia Giải bóng đá hạng nhì quốc gia Cộng hòa Síp 1979–80. Tất cả các đội đều thi đấu 2 trận, một trân sân nhà và một trận sân khách. Đội nhiều điểm nhất sẽ lên ngôi vô địch. Đội đầu bảng thăng hạng Giải bóng đá hạng nhất quốc gia Cộng hòa Síp 1980–81. Hai đội cuối bảng xuống hạng Giải bóng đá hạng ba quốc gia Cộng hòa Síp 1980–81.

### Hệ thống điểm
Các đội bóng nhận được 2 điểm cho một trận thắng, 1 điểm cho một trận hòa và 0 điểm cho một trận thua.

## Thay đổi so với mùa giải trước
Các đội thăng hạng Giải bóng đá hạng nhất quốc gia Cộng hòa Síp 1979–80
- Keravnos Strovolou FC

Các đội xuống hạng từ Giải bóng đá hạng nhất quốc gia Cộng hòa Síp 1978–79
- Nea Salamis Famagusta FC
- Digenis Akritas Morphou FC

Các đội thăng hạng từ Giải bóng đá hạng ba quốc gia Cộng hòa Síp 1978–79
- Orfeas Nicosia

Các đội xuống hạng Giải bóng đá hạng ba quốc gia Cộng hòa Síp 1979–80
- Iraklis Gerolakkou
- Parthenon Zodeia

## Bảng xếp hạng
| Vị thứ | Đội                        | St. | T. | H. | B. | BT. | BB. | BT. | Đ. | Ghi chú                                                                  |
| ------ | -------------------------- | --- | -- | -- | -- | --- | --- | --- | -- | ------------------------------------------------------------------------ |
| 1      | Nea Salamis Famagusta FC   | 26  |    |    |    | 70  | 14  | +56 | 43 | Vô địch-thăng hạng Giải bóng đá hạng nhất quốc gia Cộng hòa Síp 1980–81. |
| 2      | Orfeas Nicosia             | 26  |    |    |    | 46  | 30  | +16 | 40 |                                                                          |
| 3      | Ethnikos Achna FC          | 26  |    |    |    | 54  | 25  | +29 | 37 |                                                                          |
| 4      | Othellos Athienou FC       | 26  |    |    |    | 28  | 29  | -1  | 34 |                                                                          |
| 5      | Chalkanoras Idaliou        | 26  |    |    |    | 42  | 36  | +6  | 28 |                                                                          |
| 6      | Adonis Idaliou             | 26  |    |    |    | 48  | 43  | +5  | 27 |                                                                          |
| 7      | Ermis Aradippou FC         | 26  |    |    |    | 32  | 37  | -5  | 25 |                                                                          |
| 8      | Digenis Akritas Morphou FC | 26  |    |    |    | 31  | 41  | -10 | 25 |                                                                          |
| 9      | Akritas Chlorakas          | 26  |    |    |    | 27  | 40  | -13 | 21 |                                                                          |
| 10     | PAEEK FC                   | 26  |    |    |    | 29  | 33  | -4  | 21 |                                                                          |
| 11     | Neos Aionas Trikomou       | 26  |    |    |    | 24  | 47  | -23 | 20 |                                                                          |
| 12     | AEM Morphou                | 26  |    |    |    | 21  | 45  | -24 | 18 |                                                                          |
| 13     | ASIL Lysi                  | 26  |    |    |    | 22  | 34  | -12 | 13 | Xuống hạng Giải bóng đá hạng ba quốc gia Cộng hòa Síp 1980–81.           |
| 14     | Ethnikos Assia FC          | 26  |    |    |    | 23  | 43  | -20 | 13 | Xuống hạng Giải bóng đá hạng ba quốc gia Cộng hòa Síp 1980–81.           |

Hệ thống điểm: Thắng=2 điểm, Hòa=1 điểm, Thua=0 điểm
Quy tắc xếp hạng: 1) Điểm, 2) Hiệu số, 3) Bàn thắng